# سقانفار لدار
سقانفار لدار مربوط به دوره قاجار است و در شهرستان بابل، بخش‌بند پی شرقی، روستای لدار واقع شده و این اثر در تاریخ ۱۱ مرداد ۱۳۸۴ با شمارهٔ ثبت ۱۲۵۵۱ به‌عنوان یکی از آثار ملی ایران به ثبت رسیده است.